# Gymnelia ethodaea
Gymnelia ethodaea là một loài bướm đêm thuộc phân họ Arctiinae, họ Erebidae.